# Dessiatine
La dessiatine (en russe et ukrainien : десятина)  ou déciatine est une ancienne unité de mesure de surface russe.
Une dessiatine correspond à 1,092 539 750 4 ha (en prenant 1066,8 m pour la verste) ou 1,092 500 833 882 56 ha (en prenant 1066,781 m pour la verste). Elle se divise en sagènes carrées et équivaut à 2 400 sagènes carrées.